# Konstantynów
Konstantynów [pronunciación en polaco: /kɔnstanˈtɨnuf/] es un pueblo ubicado en el distrito administrativo de Gmina Mniszków, dentro de Distrito de Opoczno, Voivodato de Łódź, en Polonia central. Se encuentra aproximadamente a 4 kilómetros al oeste de Mniszków, a 21 kilómetros al oeste de Opoczno, y a 57 kilómetros al sureste de la capital regional Łódź.
El pueblo tiene una población de aproximadamente 150 habitantes.